# Carmen (film 1918)
Carmen – niemiecki film niemy z 1918 w reżyserii Ernsta Lubitscha. Scenariusz został oparty na motywach noweli Carmen autorstwa Prospera Mériméego. W 1921 film wszedł na ekrany kin amerykańskich pod zmienionym tytułem Gypsy Blood.

## Obsada
- Pola Negri jako Carmen
- Harry Liedtke jako Don José Navarro
- Leopold von Ledebur jako Garcia
- Grete Diercks jako Dolores
- Wilhelm Diegelmann jako strażnik w więzieniu
- Heinrich Peer jako angielski oficer
- Margarete Kupfer jako Carmens Wirtin
- Sophie Pagay jako Don Josés Mutter
- Paul Conradi jako Don Cairo
- Max Kronert jako Remendado
- Magnus Stifter jako porucznik Escamillo
- Paul Biensfeldt jako żołnierz
- Victor Janson
- Albert Venohr